# ستيفان جنكينز (موسيقي)
ستيفان جنكينز (بالإنجليزية: Stephan Jenkins) هو موسيقي ومغني وعازف قيثارة وملحن ومغن مؤلف أمريكي، ولد في 27 سبتمبر 1964 في أوكلاند في الولايات المتحدة.

## وصلات خارجية
- الموقع الرسمي
- ستيفان جنكينز على موقع IMDb (الإنجليزية)
- ستيفان جنكينز على موقع ميوزك برينز (الإنجليزية)
- ستيفان جنكينز على موقع أول موفي (الإنجليزية)
- ستيفان جنكينز على موقع قاعدة بيانات الأفلام السويدية (السويدية)
- ستيفان جنكينز على موقع إن إن دي بي (الإنجليزية)
- ستيفان جنكينز على موقع أول ميوزيك (الإنجليزية)
- ستيفان جنكينز على موقع ديسكوغز (الإنجليزية)
- ستيفان جنكينز على موقع قاعدة بيانات الفيلم (الإنجليزية)
- ستيفان جنكينز على موقع كينوبويسك (الروسية)